# Campanularia costata
Campanularia costata är en nässeldjursart som först beskrevs av Gravier-Bonnet 1979.  Campanularia costata ingår i släktet Campanularia och familjen Campanulariidae.
Artens utbredningsområde är Indiska oceanen. Inga underarter finns listade i Catalogue of Life.